# Gerichtsamt Geringswalde
Das Gerichtsamt Geringswalde war in den Jahren zwischen 1856 und 1874 die unterste Verwaltungseinheit und nach der Abschaffung der Patrimonialgesetzgebung im Königreich Sachsen Eingangsgericht. Es hatte seinen Amtssitz in der Stadt Geringswalde.

## Geschichte
Nach dem Tod des Königs Friedrich August II. von Sachsen wurde unter dessen Nachfolger König Johann nach dem Vorbild anderer Staaten des Deutschen Bundes die Abschaffung der Patrimonialgesetzgebung verordnet. An die Stelle der bisher im Königreich Sachsen in Stadt und Land vorhandenen Gerichte der untersten Instanz traten die zentral gelegenen Bezirksgerichte und Gerichtsämter in nahezu allen größeren Städten. Die Details der Verwaltungsreform regelten das sächsische Gerichtsverfassungsgesetz vom 11. August 1855 und die Verordnung über die Bildung der Gerichtsbezirke vom 2. September 1856.
Stichtag für das Inkrafttreten der neuen Behördenstruktur im Königreich Sachsen war der 1. Oktober 1856. Das neu gebildete Gerichtsamt Geringswalde unterstand zunächst bis zu dessen Auflösung 1860 dem Bezirksgericht Rochlitz, danach bis 1874 dem Bezirksgericht Mittweida. Aufgelöst wurde das 1852 gebildete Königliche Gericht Geringswalde. Dieses hatte die Rechtsprechung des Justizamts Geringswalde, der Stadt Rochlitz und mehrerer Patrimonialgerichte übernommen.
Der Sprengel des Gerichtsamt Geringswalde umfasste folgende Ortschaften:
| - Geringswalde - Aitzendorf - Altgeringswalde - Arras - Dittmannsdorf bei Geringswalde, - Hermsdorf bei Geringswalde - Hilmsdorf | - Hoiersdorf - Holzhausen - Klostergeringswalde - Neuwallwitz - Crossen - Schweikershain - Geringswalder Forstrevier |

Nach der Neustrukturierung der Gerichtsorganisation gemäß dem Gesetz über die Organisation der Behörden für die innere Verwaltung vom 21. April 1873 gingen die Verwaltungsbefugnisse der Gerichtsämter zum 15. Oktober 1874 auf die umgestalteten bzw. neu gebildeten Amtshauptmannschaften über. Seitdem das bisherige königliche Gericht als königliches Gerichtsamt bezeichnet wurde, führte sein Vorstand den Titel Gerichtshauptmann.
Die Verwaltungsaufgaben des Gerichtsamts Geringswalde wurden im Zuge der Neustrukturierung der sächsischen Gerichtsorganisation gemäß dem Gesetz über die Organisation der Behörden für die innere Verwaltung vom 21. April 1873 in die am 15. Oktober 1874 neugeschaffene Amtshauptmannschaft Rochlitz mit Sitz in der Stadt Rochlitz integriert. Das Gerichtsamt war damit nur noch Gericht, die Trennung der Rechtsprechung von der Verwaltung umgesetzt.
Am 14. Oktober 1874 beendete das Gerichtsamt Geringswalde seine Tätigkeit insgesamt; die juristischen Befugnisse für den Gerichtssprengel wurden auf die drei Gerichtsämter Rochlitz, Waldheim und Mittweida wie folgt aufgeteilt:
| Gerichtsamt Rochlitz - Geringswalde - Aitzendorf - Altgeringswalde - Arras - Dittmannsdorf bei Geringswalde, - Hermsdorf bei Geringswalde - Hilmsdorf - Hoiersdorf - Klostergeringswalde - Geringswalder Forstrevier | Gerichtsamt Waldheim - Holzhausen - Neuwallwitz - Schweikershain | Gerichtsamt Mittweida - Crossen |

## Schriftliche Überlieferung
Die Archivalien des Gerichtsamts Geringswalde werden als Bestand 20091 Gerichtsamt Geringswalde heute im Sächsischen Staatsarchiv – Staatsarchiv Leipzig verwaltet.

## Richter
Die Leiter des Gerichtsamts trugen den Titel Gerichtsamtmann. Dies waren:
- 1856–1864: Reinhold Körner (vorher Justitiar beim Kgl. Gericht Geyer)
- 1864–1874: Ernst Gottschald (vorher Aktuar beim Gerichtsamt Waldheim)

## Weblink
- Eintrag zum Gerichtsamt Geringswalde im Digitalen historischen Ortsverzeichnis von Sachsen